# Фенна
Фенна (Феннах; англ. Fennagh; ирл. Fionnmhach) — деревня в Ирландии, находится в графстве Карлоу (провинция Ленстер) у трассы R724 между деревней Мишалл и малым городом Мине-Бег.